# بزرگ‌سیاره کوچک پلی‌استیشن ویتا
بزرگ‌سیاره‌کوچک پی‌اس ویتا (به انگلیسی: LittleBigPlanet PS Vita) یک بازی ویدئویی به سبک سکوبازی و معمایی است که با همکاری دابل ایلون، تارسیر استودیو و استودیوی ایکس دِو توسعه یافته و به‌وسیلهٔ سونی کامپیوتر انترتینمنت برای کنسول بازی دستی پلی‌استیشن ویتا منتشر شد. این چهارمین قسمت از مجموعه بازی‌های بزرگ‌سیاره کوچک به‌شمار می‌رود. خبر ساخت بازی برای نخستین بار همراه با رونمایی کنسول پلی‌استیشن ویتا در ژانویه ۲۰۱۱، آشکار شد، و اولین جزئیات بازی در نمایشگاه رسانه و تجارت ای۳ سال ۲۰۱۱ فاش شد.
بزرگ‌سیاره‌کوچک پی‌اس ویتا در ۱۹ سپتامبر ۲۰۱۲ در اروپا، ۲۰ سپتامبر ۲۰۱۲ در ژاپن و استرالیا، و ۲۵ سپتامبر ۲۰۱۲ در آمریکای شمالی عرضه شد. بازی با واکنش‌های مثبتی از سوی منتقدان همراه بود و بر طبق بازبینی جمعی وبگاه متاکریتیک با میانگین امتیاز ۸۸ از ۱۰۰ بر اساس ۷۱ نقد قرار دارد.